# YH-24天鷹直升機
YH-24 天鷹（公司代號S-4)是一款由塞貝爾直昇機製造的雙葉片單引擎直升機。S-4由查爾斯·塞貝爾（Charles Seibel）設計，美國陸軍給予其編號YH-24以進行評估，但最終不被採用。在西斯納收購塞貝爾直昇機後，西斯納將S-4B作為基礎，設計了其唯一1架直升機CH-1。

## 發展
查爾斯·塞貝爾在堪薩斯當地石油投資者的資助下成立了塞貝爾直昇機公司後開始研發S-4。S-4是他之前設計的Seibel S-3的延續。S-3作為他的概念展示機，主要是針對雙葉片旋翼系統和簡化傳動裝置的新設計。而他也將這些設計融入S-4裡。
1949年1月，S-4 首次試飛，由約翰尼·吉布斯(Johnny Gibbs)駕駛。 1950年3月，認證測試完成，1950年4月23日，S-4獲得了CAA的民用認證。而後塞貝爾又在S-4上安裝一台更大的發動機，即功率為125hp的萊康明O-290B，並命名為S-4A。

根據評估期間陸軍的回饋，塞貝爾縮短了第二架YH-24(51-5113)的機身，並加寬了駕駛艙，在飛行員座位旁設置了副駕駛座位。塞貝爾還用著陸滑橇取代了該飛機原來的輪式三輪起落架。這架飛機後來成為 S-4B。

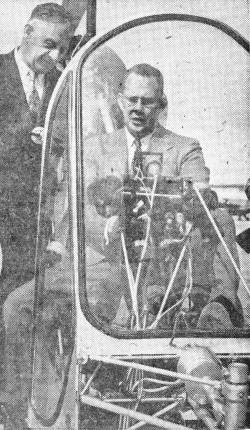
州長弗蘭克·卡爾森和設計師查爾斯·塞貝爾在CAA認證儀式上

美國陸軍和美國空軍都對S-4表現出興趣。1951年初，美國陸軍訂購了兩架樣機，用於評估其在偵查、通用任務和航空醫療轉移任務中的能力。陸軍將S-4命名為 YH-24 天鷹（Sky Hawk)。第一架天鷹，序號 51-5112，於1951年4月交付北卡羅來納州布拉格堡；第二架YH-24，序號51-5113，交付給萊特機場。
儘管S-4結構很簡單，易於使用及保養，但陸軍認為它無法提供足夠的載荷能力，因此不採用該機。而塞貝爾直昇機公司被西斯納收購後，S-4也隨之成為西斯納的財產．在進行數次試飛以採樣數據後，S-4正式退役並被報廢。

### 設計
S-4採用焊接鋼管箱型的框架，並有兩層平面。下層平面安裝控制面板、飛行員座椅、輪式三輪起落架以及可從後部進入的小型乘客/貨物區域，上層平面搭載引擎、燃油箱和油箱，並支撐著變速箱和旋翼組件。帶有雙葉片反扭矩尾葉的錐形、硬殼式合金尾梁安裝在上層平面的後方。

## 型號
S-4
原始設計版本，於1950年獲得CAA認證
S-4A
配備升級版的萊康明O-290B引擎
S-4B
根據YH-24評估期間陸軍的建議修改機身後的版本。具有雙座駕駛艙和滑橇起落架。

### 書籍
- Bridgman, Leonard. . London: Sampson Low, Marston & Company, Ltd. 1951.
- Harding, Stephen. . Shrewsbury, UK: Airlife. 1990. ISBN 1-85310-102-8.

## 外部連結
- Global Security （页面存档备份，存于）
- Collect Air （页面存档备份，存于）